# Femme en noir observant le « Pastel blanc »
Femme en noir observant le « Pastel blanc » (en italien, Donna in nero che guarda il “Pastello della signora Emiliana Concha de Ossa) est une peinture à l'huile sur bois (80,5 × 64,5 cm) réalisée par le peintre italien Giovanni Boldini  vers 1888. Elle est conservée au musée Giovanni Boldini à Ferrare.

## Description
Ce tableau offre un aperçu de l'atelier du peintre boulevard Berthier. Au centre de la composition, une femme, vue de dos, observe le Portrait d'Emiliana Concha de Ossa surnommé le Pastel blanc, l'une des œuvres les plus célèbres de Boldini. La silhouette noire est placée comme un contrepoint suggestif à l'image diaphane du pastel ; les deux figures constituent l'axe médian d'un fond laissé à gauche du spectateur pratiquement inachevé, où seul un portrait masculin est reconnaissable et où l'amorce visible crée une contrepartie presque lumineuse. À l'arrière-plan, dont certaines parties ont été laissées inachevées, l'artiste a représenté son piano et deux de ses toiles difficilement identifiables, un portrait d'homme et un autre, à droite, juste deviné par quelques coups de pinceau. Quelques esquisses d'un nu féminin font penser que l'œuvre est de nature expérimentale ou privée.
Conservé dans la collection de l'artiste, le tableau est arrivé à Ferrare en 1934 avec le premier groupe d'œuvres donné par sa veuve Emilia Cardona.

## Analyse
Le portrait au pastel constitue à la fois le point de fuite et l'élément scénique sur lequel se détache, par contraste, la silhouette sombre d'une femme en qui les commentateurs s'accordent à reconnaitre, depuis toujours, le modèle de ce même pastel, Emiliana Concha de Ossa, en visite à l'atelier. Cette figure vue de dos rappelle par ailleurs la gravure d'Edgar Degas représentant Mary Cassatt au Louvre. Le visage pastel de la jeune Chilienne est au centre de cette composition construite sur des lignes obliques qui perturbent le champ visuel et révèlent les influences de Degas, le tableau de Boldini datant de la période où ce dernier fréquenta le plus Degas. Les deux artistes, qui s'étaient rencontrés vers 1880, avaient visité ensemble l'Espagne en 1889, pour étudier la peinture du Siècle d'or espagnol, en particulier celle de Diego Vélasquez.  
En plus d'être une vue intéressante de l'atelier, ce tableau est une interprétation intelligente du « tableau dans le tableau » en vogue à la fin du siècle. Cette œuvre évoque le chef-d'œuvre du maître espagnol conservé au musée du Prado, Les Ménines, l'insolite portrait de famille où le roi et la reine d'Espagne apparaissent à l'arrière-plan, reflétés dans un miroir. Cette toile avait aussi inspiré à des artistes proches de Boldini, notamment Édouard Manet et Degas, de nombreuses compositions consacrées à la thématique de l'image vue à la surface d'une glace réfléchissante. Mais contrairement à eux et à beaucoup d'autres, pour son interprétation de ce sujet, Boldini fait en sorte que le modèle se « reflète » dans son propre portrait.
L'inclusion dans la composition de multiples écrans visuels - dans ce cas les peintures - créent des jeux complexes d'image dans l'image. « Le musée de Madrid est l'un des plus beaux d'Europe, il est extraordinaire, il y a des Velazquez à étonner, Carolus-Duran avait raison, à moi Vélasquez », écrit Boldini à son ami Cristiano Banti en septembre 1889 après avoir visité le Musée du Prado, témoignant ainsi de son intérêt pour la peinture du grand portraitiste espagnol. 